# Thạch Tịnh
Ông Thạch Tịnh sinh năm 1946 tại Trà Vinh, ông là nguyên Chủ tịch Hội đồng nhân dân Tỉnh Sóc Trăng Khóa XI đồng thời ông cũng UV Ban thường vụ tỉnh ủy.

## Tiểu sử
Ông là người Khmer, sinh ngày 1 tháng 2 năm 1946 tại xã Ngãi Xuyên, huyện Trà Cú, tỉnh Trà Vinh
 Nhưng ông sống tại: 65/13 đường Mậu Thân, phường 6, Thị xã Sóc Trăng, tỉnh Sóc Trăng (nay là Thành phố Sóc Trăng tỉnh Sóc Trăng)
 Ông là cử nhân chính trị - Đại Học và là nguyên Chủ tịch Hội đồng nhân dânTỉnh Sóc Trăng Khóa XI đồng thời ông cũng UV Ban Thường vụ Tỉnh ủy.